# Шемизетка
Шемизе́тка (шмизе́тка, шемизе́тт; фр. chemisette — уменьшит. от chemise — «рубашка») — накидка разнообразной формы, лёгкая блузка или манишка. В отличие от Европы, в России всегда являлась элементом исключительно женского гардероба. В мужской одежде шемизеткой называлась грудная вставка в рубашках.
Французское слово было заимствовано русским языком в XVIII веке. На рубеже XVIII—XIX веков в России сначала получило распространение платье свободного покроя «шемиз» (или «шмиз»), которое шили из тонких и полупрозрачных светлых тканей по образцу античной туники и носили поверх корсажа и юбки, фижм, главным образом дома, как «покоевые». Шемизетка как накидка появилась в России в 1820-е годы, став важным элементом дамского туалета. Миниатюрная накидка-шемизетка впоследствии называлась «берта». Затем в 1840-е годы шемизетками стали называть исключительно дамские манишки-вставочки. У Н. В. Гоголя в повести «Тарас Бульба» в литургическом облачении католического клира вместо альбы или камизии обнаруживается кружевная шемизетка, и для читателей-современников в этом описании была очевидна авторская ирония. Во второй половине XIX века накидку шемизеткой уже не называли, это была исключительно дамская манишка либо лёгкая полупрозрачная блузка с кружевами и рюшами в форме лифа с рукавами, которую надевали поверх платья, чтобы прикрыть вырез, но не скрывать грудь и плечи. Слово «шемизетка» вышло из употребления к концу 1910-х годов и ныне считается устаревшим.